# Viejo desnudo al sol
Viejo desnudo al sol es una obra del pintor español Mariano Fortuny.
Existen varias versiones de este mismo cuadro, aunque la más conocida es la que se exhibe en el Museo del Prado. 

## Descripción
La obra presenta a un anciano con el torso desnudo, bajo una fuerte luz solar y contra un fondo oscuro. Se aprecia un importante trabajo en relación con la incidencia de la luz sobre los fondos oscuros. El nivel de detallismo en la obra no es igual en todo el lienzo, siendo la zona del rostro del modelo la de acabado más preciso.

## Estilo
Este cuadro ha sido identificado con el movimiento impresionista, y también influenciado por el naturalismo. También se señalan influencias de José de Ribera.

## Influencias
El estilo luminista de este cuadro ha sido continuado por el artista Joaquín Sorolla, maestro en ese tipo de realizaciones.